# Litopus patricius
Litopus patricius är en skalbaggsart som beskrevs av Gerstaecker 1884. Litopus patricius ingår i släktet Litopus och familjen långhorningar. Inga underarter finns listade i Catalogue of Life.